# توماس سميث (لاعب كرة قدم)
توماس سميث (بالإنجليزية: Tommy Smith)‏ (و. 1945  م) هو لاعب كرة قدم، ومدرب كرة قدم، من المملكة المتحدة، ولد في ليفربول، لعب كمُدَافِع.

## مسيرته الكروية
لعب توماس سميث خلال مسيرته الاحترافية مع 4 أندية في تسعة عشر موسمًا وسجل خلالها 38 هدفًا ضمن 532 مباراة. حيث فاز في موسمين بالكأس وفي خمسة مواسم بالدوري.
خاض توماس سميث مسيرته مع نادي ليفربول في موسم 1962–63 في المرة الأولى ليلعب معه أربعة عشر موسمًا ثم في موسم 1976–77 ولمدة موسمين، مشاركًا طوالها في 467 مباراة سجل خلالها 36 هدفًا. ثم انتقل إلى Tampa Bay Rowdies ‏ ما بين عامي 1976 و1977 لمدة موسم واحد، حيث شارك في 17 مباراة ولم يسجل أي هدف. لينتقل بعدها إلى نادي لوس أنجلوس أزتكس ما بين عامي 1978 و1979 لمدة موسم واحد، مشاركًا في 12 مباراة ولم يسجل أي هدف أيضًا. ثم انتقل إلى نادي سوانزي سيتي في موسم 1978–79 لمدة موسم واحد، مشاركًا في 36 مباراة سجل خلالها هدفين.

## جوائز
حصل على جوائز منها:
- عضو رتبة الإمبراطورية البريطانية.

## روابط خارجية
- توماس سميث على موقع الاتحاد الأوربي (الإنجليزية)
- توماس سميث على موقع قاعدة بيانات كرة القدم.إي يو (الإنجليزية)
- توماس سميث على موقع ناشيونال فوتبول تيمز (الإنجليزية)